# Pachymenes mediocinctus
Pachymenes mediocinctus är en stekelart som först beskrevs av Turner.  Pachymenes mediocinctus ingår i släktet Pachymenes och familjen Eumenidae. Inga underarter finns listade i Catalogue of Life.